# Vindel
Vindel es un municipio y localidad española del norte de la provincia de Cuenca, en la comunidad autónoma de Castilla-La Mancha. El término tiene una población de 16 habitantes (INE 2024).

## Geografía

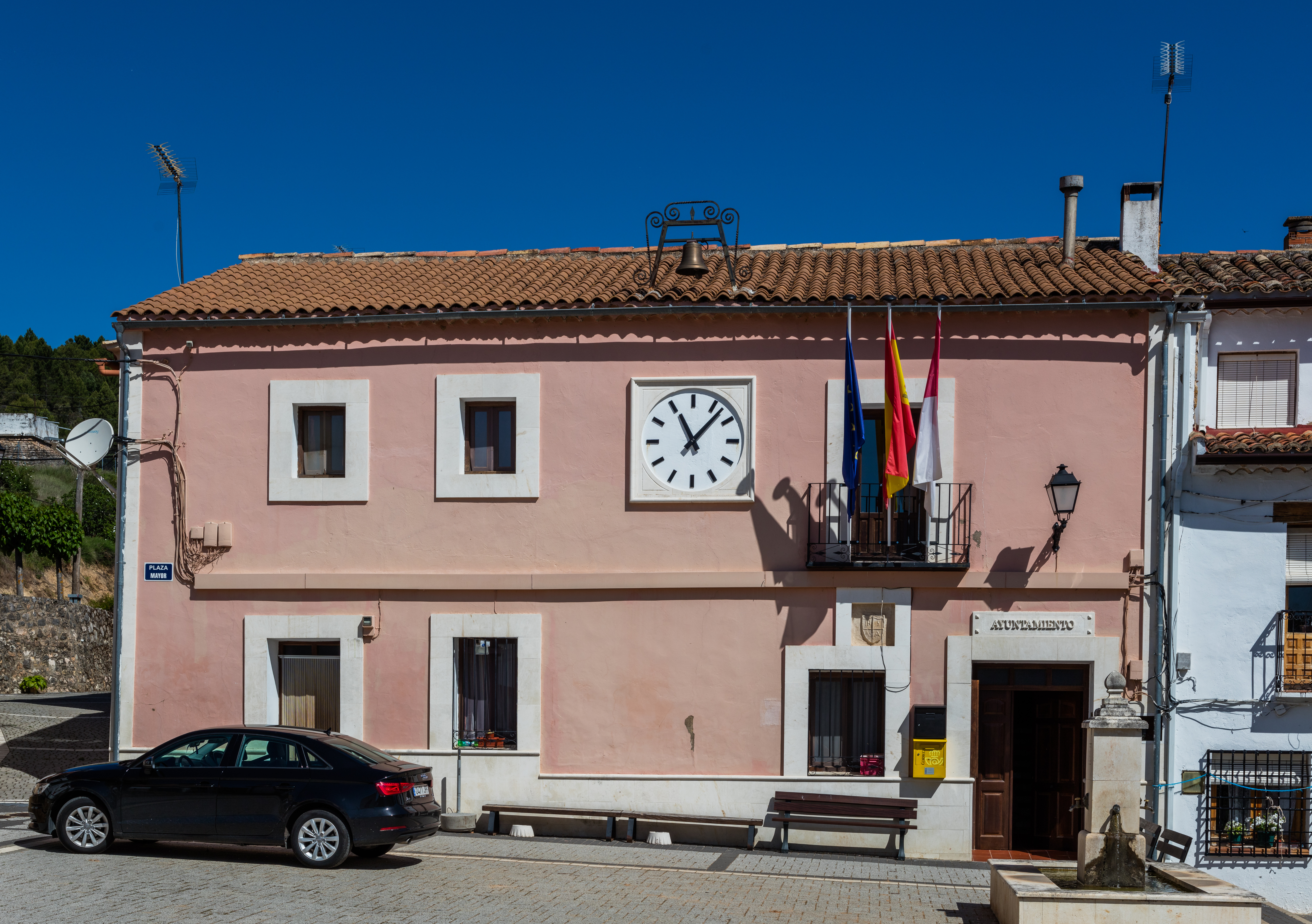
Casa consistorial

Está situado en el norte de la provincia de Cuenca, siendo limítrofe con la de Guadalajara. Se encuentra ubicado en un valle de frondosos bosques de pinos y chaparros. El arroyo que atraviesa el municipio termina desembocando en el río Guadiela. En el siglo XIX se menciona cómo la mayor parte del municipio estaba «poblado de pinos, encinas, jaras, estepas, madroñeras, romero, espliego y otros arbustos con infinidad de plantas medicinales». El punto más alto se encuentra en el Pico La Rocha, con una altitud de 1249 m sobre el nivel del mar.

## Historia
En abril de 1804 se produjo un terremoto en el lugar, que provocó la obstrucción del cauce del curso de agua que pasa por la localidad. Ese mismo año se padeció una gran epidemia que redujo la población de 128 vecinos a 35. A mediados del siglo XIX, el lugar contaba con una población censada de 255 habitantes. La localidad aparece descrita en el decimosexto volumen del Diccionario geográfico-estadístico-histórico de España y sus posesiones de Ultramar de Pascual Madoz de la siguiente manera:

VINDEL: v. con ayunt. en la prov. y dióc. de Cuenca (10 leg.), part. jud. de Priego (3), aud. terr. de Albacete (28), y c. g. de Castilla la Nueva (Madrid 22). sit. hacia el estremo N. O. de la prov. en un pequeño valle, rodeado de montañas; el clima es algo frio; reinan los vientos de N. y S., y las calenturas intermitentes y catarros. Consta de 38 casas de pobre construccion, á escepcion de 10 ó 12 que hay medianas, distribuidas en 6 calles y una plaza; la escuela de primeras letras se halla concurrida por 12 niños, y dotada con 400 rs.; para surtido del vecindario se ven varias fuentes de escelente calidad fuera de la pobl.; la igl. parr. (Santiago Apóstol), se halla servida por un cura de entrada y de provision ordinaria. El térm. confina por N. con el de Arbeteta; E. Alcantud; S. Arandilla, y O. Castílforte y Peralbeche. El terreno es de mala calidad, á escepcion del valle en que está sit. la pobl., que riega un pequeño arroyo al que se incorporan otros varios, corre de N. á S. por espacio de 1 1/2 leg. hasta incorporarse al Guadiela: la mayor parte del terreno está poblado de pinos, encinas, jaras, estepas, madroñeras, romero, espliego y otros arbustos con infinidad de plantas medicinales; en las márg. del citado arroyo se crian chopos, mimbreras, sargas y avellanos, y por las heredades hermosas nogueras; los caminos son locales y malos; la correspondencia se recibe del Recuenco y en este de la estafeta de Valdeolivas. prod.: trigo, cebada, centeno, judías, patatas y mucha y esquisita miel; se cría ganado lanar y cabrio, mucha caza de venados, corzos, algunos jabalíes, y con esceso perdices, liebres y conejos. ind.: la agrícola, una fabrica de vidrio blanco y un molino harinero; comercio: la venta de vidrio á que se dedican los vec. después de sus faenas agrícolas, conduciéndolo á varios puntos. pobl.: 64 vec., 255 alm. cap. prod.: 451,100 rs. imp.: 22,555; el presupuesto municipal asciende á 1,200 rs. y se cubre con el producto de las fincas de propios.
 El año de 1804, en el mes de abril, se notó un terremoto, y á la mañana siguiente observaron los vec. que había cesado el curso deleitado arroyo, á causa de haberse unido dos cerritos que había á uno y otro lado interceptando su corriente hasta que rebalsando el agua por lo alto fue abriendo cauce, y empezó á tener salida; en el mismo año se padeció una gran epidemia que redujo la pobl. de 128 vec. que eran á 35.
(Madoz, 1850, p. 326)

## Demografía
Vindel cuenta con una población de 16 habitantes (INE 2024).
| Gráfica de evolución demográfica de Vindel entre 1842 y 2021                                                        |
| |
| Población de derecho según los censos de población del INE Población de hecho según los censos de población del INE |

| 1991 |  | 1996 |  | 2001 |  | 2007 |  | 2013 |
| ---- |  | ---- |  | ---- |  | ---- |  | ---- |
| 31   |  | 26   |  | 20   |  | 22   |  | 11   |

## Patrimonio
Su iglesia parroquial está dedicada a Nuestra Señora de la Asunción y es de estilo isabelino.

## Gastronomía
Es típica la caldereta de cordero, las gachas saladas y las palpartas con chocolate.

## Fiestas patronales
Las fiestas patronales en honor a Santa Ana y San Roque se celebran el último fin de semana de julio, con orquestas y comida en la chopera del río Vindel.